# Timber Creek
Timber Creek är ett vattendrag i Bahamas.   Det ligger i distriktet North Andros District, i den västra delen av landet, 100 km väster om huvudstaden Nassau.
Trakten runt Timber Creek är nära nog obefolkad, med mindre än två invånare per kvadratkilometer.